# Pallas live in Southampton
Pallas live in Southampton is een livealbum van Pallas. Het is een album dat alleen verscheen als muziekcassette en was alleen via de fanclub en enige andere kleine leveranciers te koop. Het is onduidelijk wanneer het setje exact is uitgegeven. De muziek is opgenomen tijdens het concert dat de band gaf in de universiteit van Southampton (Engeland) op 8 maart 1986. De geluidskwaliteit was voor een dergelijke opname redelijk. 

## Musici
Net als de uitleverdatum is ook de samenstelling van de band niet bekend. Verwacht mag worden dat ze uit de volgende heren bestond:
- Euan Lowson – zang
- Niall Matthewson – gitaar, zang
- Graeme Murray – basgitaar, zang, achtergrondzang, baspedalen
- Ronnie Brown – toetsinstrumenten
- Derek Forman – slagwerk

## Muziek
| Nr. | Titel                  | Duur |
| --- | ---------------------- | ---- |
| 1.  | Dance through the fire |      |
| 3.  | Throwing stones        |      |
| 4.  | The executioner        |      |
| 5.  | Rat racing             |      |
| 6.  | Just a memory          |      |
| 7.  | Crown of thorns        |      |
| 8.  | Sanctuary              |      |
| 9.  | Atlantis               |      |